# لونگ دائویی
لونگ دائویی (اسپانیایی: Long Daoyi‎؛ زادهٔ ۶ مارس ۲۰۰۳) شیرجه‌رو اهل چین است.
وی در مسابقات کشوری و بین‌المللی در مجموع برندهٔ ۳ مدال طلا، ۱ مدال برنز شده است.